# Croda Rossa di Sesto

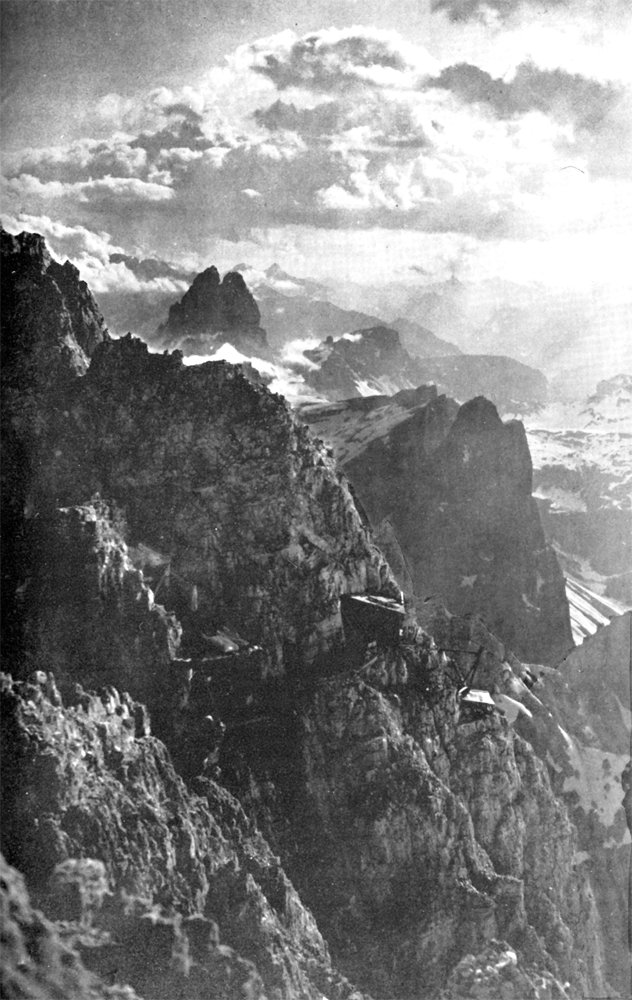
Postazioni austriache sulla Croda Rossa di Sesto, durante la prima guerra mondiale.

La Croda Rossa di Sesto o Cima Dieci (Sextner Rotwand o Zehner in tedesco, 2.965 m s.l.m.) è una montagna delle Dolomiti di Sesto che sovrasta i paesi di Sesto e Moso (Moos), con la cima che si trova all'interno del parco naturale Dolomiti di Sesto, segnando il confine tra Alto Adige e Veneto.

## Storia
La sua vetta fu conquistata per la prima volta il 20 luglio 1878, da Michel Innerkofler assieme a Roland von Eötvös.
È stata teatro di battaglie durante la prima guerra mondiale. Sulle sue pendici e sulla sua cima erano appostate le truppe austriache che si confrontavano con gli Alpini italiani che occupavano la vicina Cima Undici.
La sua vetta è facilmente raggiungibile grazie a percorsi attrezzati che salgono dai diversi versanti; viene aggirata dalla Strada degli Alpini.
Assieme ad altre cime dolomitiche, va a costituire la meridiana di Sesto.

## Toponimo
Il nome originario della montagna è attestato nel 1770 come Rothwand e si riferisce alla pietra rossastra che caratterizza la montagna; l'etimo ricompare nelle denominazioni contigue del Rotwald (bosco rosso), della Rote Brücke (ponte rosso) e del Roter Stein (pietra rossa) presso San Candido.

## Impianti di risalita

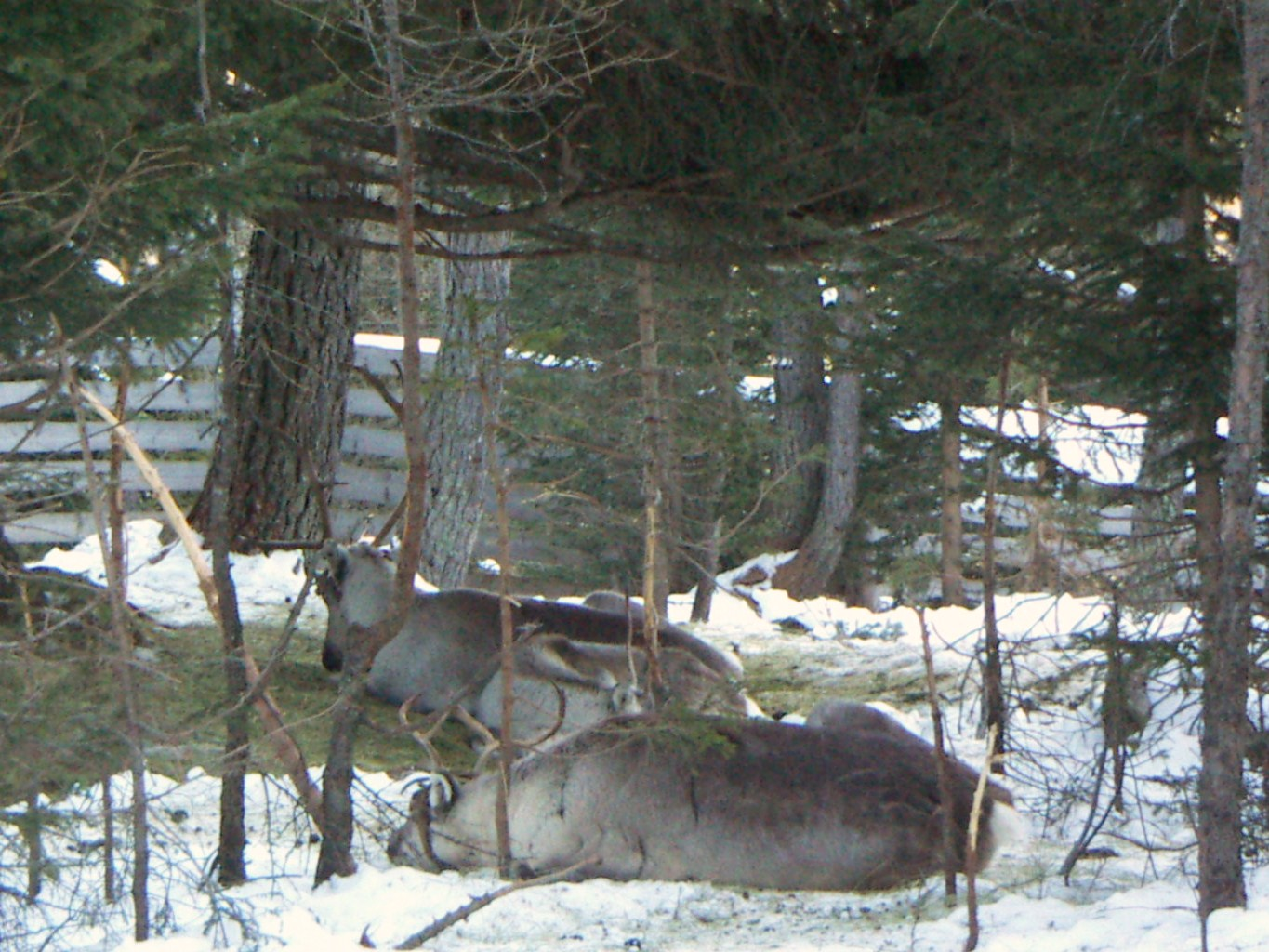
Renne alla Croda Rossa

Con lo stesso nome viene chiamato l'impianto di risalita e le relative piste da sci che partendo dalla località Bagni di Moso, risalgono fino a circa mezza costa della Croda. Gli impianti fanno parte della "zona 7-Alta Pusteria" del comprensorio Dolomiti Superski. Tra le piste sciistiche vi è la Holzriese, una delle piste nere con uno dei muri più pendenti del comprensorio dolomitico.
Alla stazione a monte della cabinovia si trova un piccolo recinto dove vengono tenute alcune renne (per la precisione sette esemplari, alcuni importati e altri nati in loco).
Accanto all'arrivo della cabinovia si trova anche l'inizio della pista da slittino su pista naturale lunga 5 chilometri (usufruibile una volta alla settimana anche di notte). Tale pista fu posta sotto sequestro a causa di due incidenti, di cui uno mortale. Con l'inizio del 2013 la pista è nuovamente usufruibile.